# Tournoi d'ouverture du championnat du Paraguay de football 2010
Navigation
Tournoi précédent Tournoi suivant
Le tournoi d'ouverture de la saison 2010 du Championnat du Paraguay de football est le premier tournoi semestriel de la centième saison du championnat de première division au Paraguay. La saison est scindée en deux tournois saisonniers qui délivrent chacun un titre de champion. Les douze clubs participants sont réunis au sein d'une poule unique où ils affrontent leurs adversaires deux fois, à domicile et à l'extérieur. Il n’y a ni promotion, ni relégation à l’issue du tournoi.
C'est le Club Guaraní qui remporte le tournoi après avoir terminé en tête du classement final, avec quatre points d'avance sur Cerro Porteño et dix sur Club Olimpia. C'est le dixième titre de champion du Paraguay de l'histoire du club.

## Qualifications continentales
Le vainqueur du tournoi Ouverture est qualifié pour la Copa Libertadores 2011.

## Les clubs participants
| - Club Libertad - Club Nacional - Cerro Porteño - Club Guaraní - Club Sport Colombia - Promu de División Intermedia - Club Sol de América | - Club Atlético 3 de Febrero - Club Olimpia - Club Sportivo Luqueño - Tacuary FC - Club Sportivo Trinidense - Promu de División Intermedia - Club Rubio Ñu |

## Compétition
Le barème utilisé pour établir le classement est le suivant :
- Victoire : 3 points
- Match nul : 1 point
- Défaite : 0 point

### Classement
| Rang | Équipe                     | Pts | J  | G  | N  | P  | Bp | Bc | Diff |
| ---- | -------------------------- | --- | -- | -- | -- | -- | -- | -- | ---- |
| 1    | Club Guaraní               | 49  | 22 | 15 | 4  | 3  | 43 | 20 | +23  |
| 2    | Cerro Porteño              | 45  | 22 | 14 | 3  | 5  | 37 | 23 | +14  |
| 3    | Club Olimpia               | 39  | 22 | 11 | 6  | 5  | 32 | 18 | +14  |
| 4    | Club Libertad              | 38  | 22 | 11 | 5  | 6  | 33 | 15 | +18  |
| 5    | Club Rubio Ñu              | 38  | 22 | 10 | 8  | 4  | 36 | 25 | +11  |
| 6    | Club NacionalT             | 35  | 22 | 10 | 5  | 7  | 31 | 22 | +9   |
| 7    | Club Sportivo Luqueño      | 25  | 22 | 5  | 10 | 7  | 26 | 30 | -4   |
| 8    | Club Sol de América        | 25  | 22 | 7  | 4  | 11 | 27 | 39 | -12  |
| 9    | Club Sportivo TrinidenseP  | 19  | 22 | 4  | 7  | 11 | 19 | 34 | -15  |
| 10   | Club Atlético 3 de Febrero | 19  | 22 | 5  | 4  | 13 | 17 | 32 | -15  |
| 11   | Club Sport ColombiaP       | 17  | 22 | 4  | 5  | 13 | 21 | 40 | -19  |
| 12   | Tacuary FC                 | 14  | 22 | 3  | 5  | 14 | 20 | 44 | -24  |

|  | Qualification pour la Copa Libertadores 2011         |
|  | T : Tenant du titre P : Promu de División Intermedia |

## Bilan de la saison
| Championnat du Paraguay de football 2010 |                          |
| Champion                                 | Club Guaraní (10e titre) |
| Qualifications continentales             |                          |
| Copa Libertadores 2011                   | Club Guaraní             |
| Promotions et relégations                |                          |
| Promus en Primera División               | Aucun                    |
| Relégués en División Intermedia          | Aucun                    |